# Parc Montmorency
Pour le parc de la Chute-Montmorency, voir Parc de la Chute-Montmorency.
Pour les articles homonymes, voir Montmorency.
Le parc Montmorency est un parc situé à  Québec. Il est localisé dans l'arrondissement historique du Vieux-Québec, à la limite de la Haute-Ville, surplombant la Basse-Ville.

## Description
De forme triangulaire, il est bordé au nord-ouest par la rue Port-Dauphin, au sud par la côte de la Montagne et à l'est par la falaise.
En 1949, il est reconnu lieu historique national du Canada pour avoir été l'emplacement :
- de l'ancien palais épiscopal de Québec.
- du premier hôtel du Parlement à Québec, édifice qui a accueilli le :
  - Parlement du Bas-Canada, de 1834 à 1837 ;
  - Parlement de la province du Canada, de 1852 et 1854.
- du deuxième hôtel du Parlement à Québec, édifice qui a accueilli le :
  - Parlement de la province du Canada, de 1859 et 1866 ;
  - Parlement du Québec, de 1867 et 1883.

Il fait partie des sites, début août, où se déroulent les  Fêtes de la Nouvelle-France.

## Monuments
Deux monuments se trouvent au parc Montmorency :
- Monument à Louis Hébert, le premier colon français de la Nouvelle-France  (né vers 1575 à Paris et décédé en janvier 1627 à Québec). Sculpteur Alfred Laliberté.
- Monument à George-Étienne Cartier, homme d'état important du XIXe siècle, co-Premier ministre du Canada-Uni, avocat, Père de la Confédération, fondateur de la province de Québec, auteur du premier « Ô Canada » en 1835, patriote et cofondateur de la Société St-Jean-Baptiste.

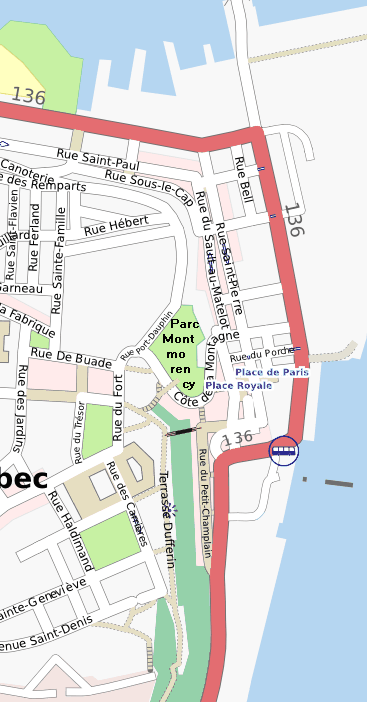
Localisation du parc Montmorency
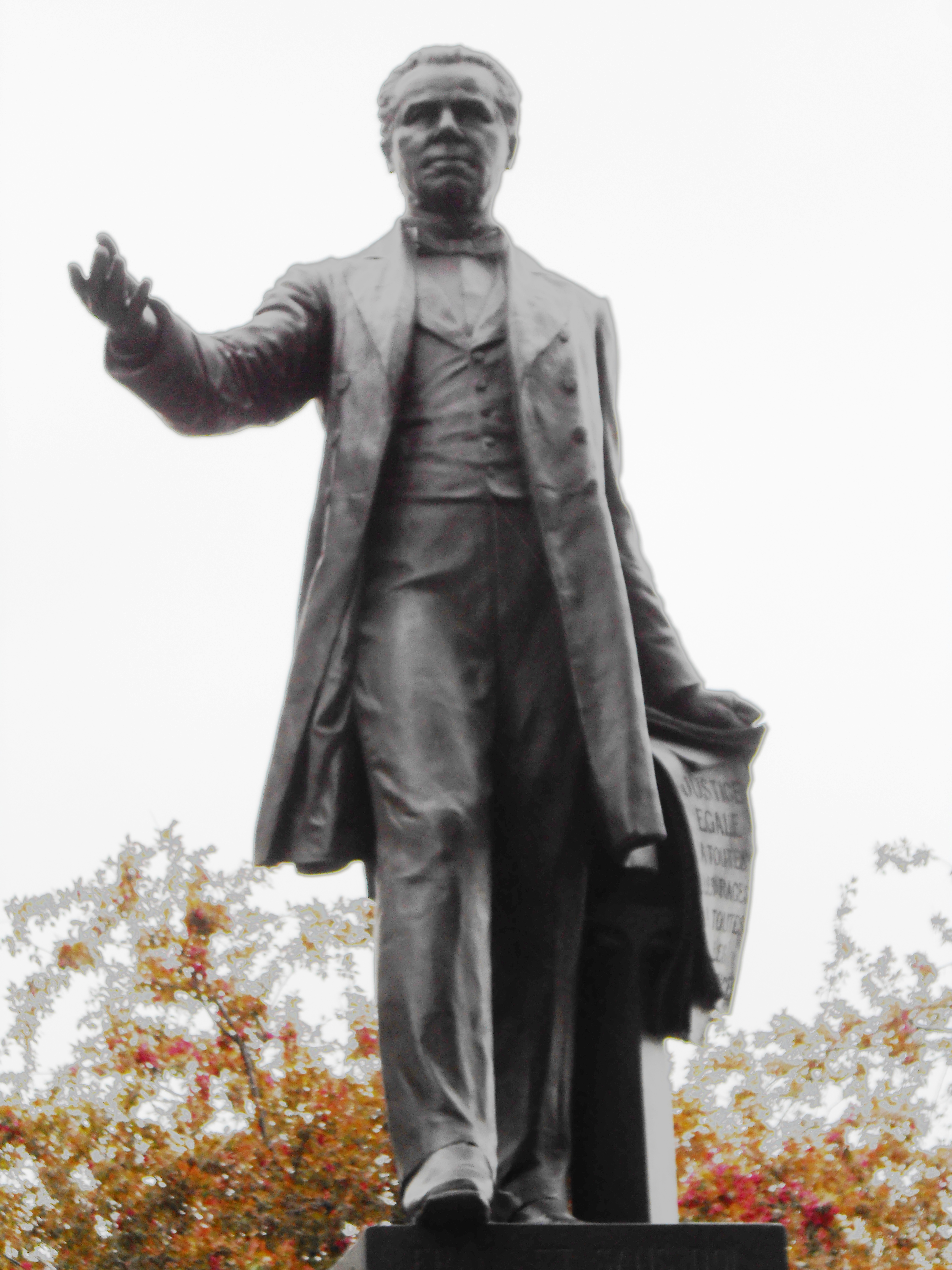
George-Étienne Cartier
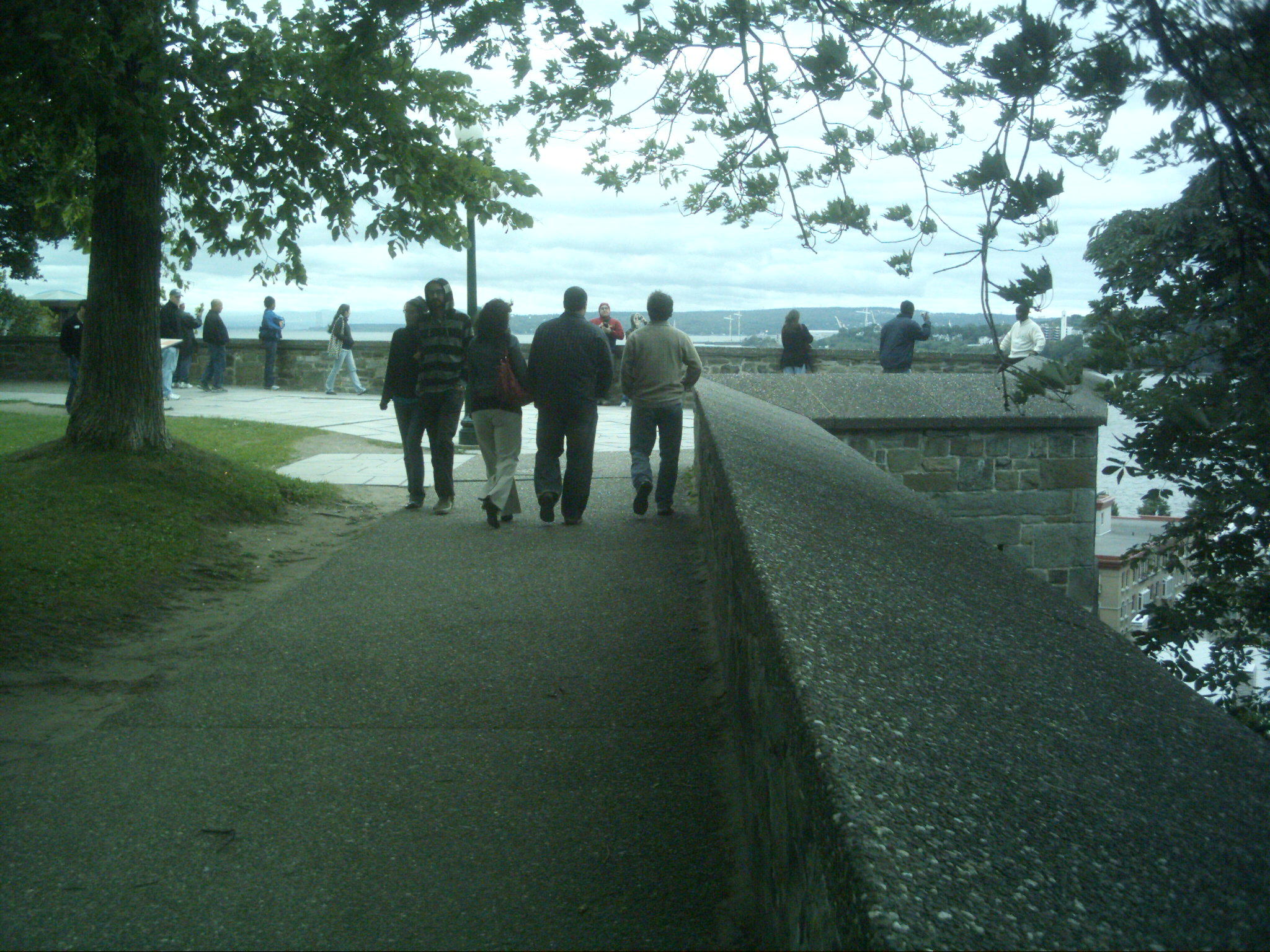
Vue du mur d'enceinte

## Histoire du lieu
- Le premier colon français à s'amener en Nouvelle-France, Louis Hébert, avec femme et enfants, a occupé cet emplacement.
- En 1666, Jean-Baptiste de La Croix de Chevrières de Saint-Vallier achète le terrain pour y construire sa maison.

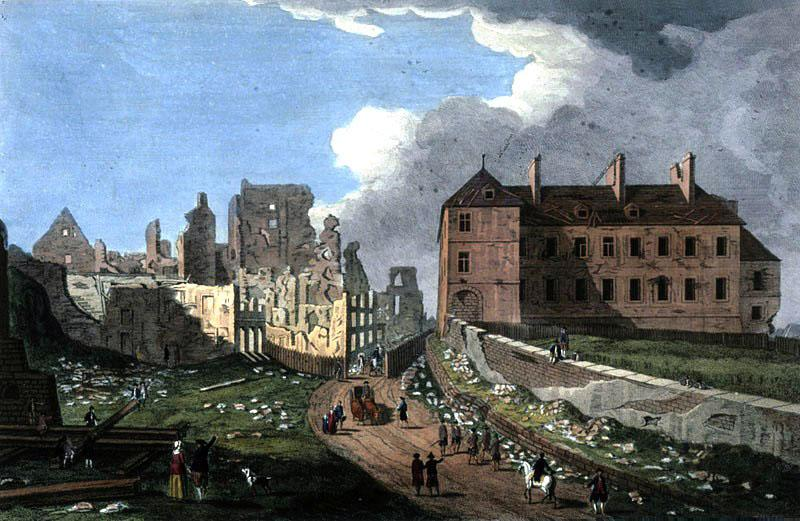
Une vue de l'archevêché de Québec et des ruines autour, tels qu'on peut les voir en montant de la basse-ville, en 1759

- De 1693 à 1695, Jean-Baptiste de La Croix de Chevrières de Saint-Vallier y fait construire le palais épiscopal.
- L'édifice est endommagé lors du Siège de Québec de 1759. Jean-Olivier Briand le fait restaurer en 1766.
- Le Gouverneur de la Province de Québec loue l'édifice pour y tenir des réunions à partir de 1777.
- L'édifice devient l'hôtel du parlement en 1792. Il est acheté par le gouvernement en 1830.
- L'édifice brûle le 1er février 1854.
- Un autre édifice y est érigé en 1859. Il brûle en 1884. Début du parc Montmorency.